# Sport i Sovjetunionen
Sport i Sovjetunionen
Sovjetunionen deltog inte i OS förrän vid olympiska sommarspelen 1952, då man inträtt i IOK. Sovjetunionen hade framgångar i många grenar. De olympiska sommarspelen 1980 anordnades i Moskva.

## Grenar

### Bandy
I bandy vann Sovjetunionen alla VM från premiäråret 1957 och fram till och med 1979. Vid VM 1981 i Chabarovsk i Sovjetunionen lyckades Sverige vinna turneringen och jämna ut balansen.

### Basket
I basket vann Sovjetunionens herrar OS-guld 1972 och 1988, samt VM-guld 1967, 1974 och 1982. Sovjetunionens damer vann OS-guld 1976 och 1980, samt VM-guld 1959, 1964, 1967, 1971, 1975 och 1983. I EM vann både herrarna och damerna flera guld.

### Fotboll
I fotboll vann Sovjetunionen OS-guld 1956 och 1988, samt Europacupen 1960 (föregångaren till EM). I VM var man som bäst fyra, vilket skedde i England 1966.

### Friidrott
I friidrott hade Sovjetunionen framgångar i främst kastgrenar, som diskus, slägga och spjut. Bland framgångsrika 100-meterslöpare från Sovjetunionen fanns främst Valerij Borzov, OS-guld på herrsidan 1972, samt Ljudmila Kondratieva, OS-guldmedaljör på damsidan 1980.

### Handboll
I handboll vann Sovjetunionens herrar OS-guld 1976 och 1988 samt VM-guld 1982. Sovjetunionens damer vann OS-guld 1976 och 1980, samt VM-guld 1982, 1986 och 1990.

### Ishockey
I ishockey hade Sovjetunionen ett framgångsrikt lag, som VM-debuterade i Sverige 1954, och vann turneringen genom att bland annat slå storfavoriten Kanada med 7-2. Sovjetunionen vann även OS 1956, 1964, 1968, 1972, 1976, 1984 och 1988. De följande åren tog Sovjetunionen flera medaljer i VM och OS, många gånger guld. Under 1970-talet och 1980-talet vann man oftast turneringarna i överlägsen stil.

### Volleyboll
I volleyboll vann såväl Sovjetunionens herrar som damer flera VM, EM- och OS-guld.

### Fotnoter
1. ↑  ”Games of the XVI. Olympiad” (på engelska). RSSSF. 11 mars 1966. http://www.rsssf.com/tableso/ol1956f.html. Läst 29 juli 2014.
2. ↑  ”Games of the XXIV. Olympiad” (på engelska). RSSSF. 11 mars 1988. http://www.rsssf.com/tableso/ol1988f.html. Läst 29 juli 2014.
3. ↑  ”European Championship 1960” (på engelska). RSSSF. 11 mars 1960. http://www.rsssf.com/tables/60e.html. Läst 26 juli 2014.
4. ↑  ”World Cup 1966 finals” (på engelska). RSSSF. 11 mars 1966. http://www.rsssf.com/tables/66full.html. Läst 29 juli 2014.